# Nolana parviflora
Nolana parviflora är en potatisväxtart som först beskrevs av Rodolfo Amando Philippi, och fick sitt nu gällande namn av Rodolfo Amando Philippi. Nolana parviflora ingår i släktet cymbalblommor, och familjen potatisväxter. Inga underarter finns listade i Catalogue of Life.